# 白金らんぷ
白金 らんぷ（しろがね らんぷ）は日本の漫画家。名古屋市在住。パチスロパニック7（ガイドワークス）にて『ジャグラーさん』でデビュー。現在はcomicoで『はいぼくをしりたい』を、ガイドステーションにて『万枚侵略キャトルちゃん』を連載中。コーヒーを好む。

## 作品リスト
- ジャグラーさん
- ハッピークリティカル
- フニクラ☆フニフニ
- 招福☆満天ハナビ
- おだやかじゃないね
- はいぼくをしりたい
- ポコスカセブン〜百連荘の人びと〜
- 万枚侵略キャトルちゃん
- ハナビちゃんは遅れがち